# Brachyxanthia
Brachyxanthia là một chi bướm đêm thuộc họ Noctuidae.

## Các loài
- Brachyxanthia zelotypa (Lederer, 1853)